# Črnjavke
Črnjavke (znanstveno ime Homophron) so rod gliv iz družine črnivkark (Psathyrellaceae). Vrste iz tega rodu so bile prej uvrščene med črnivke (Psathyrella), a je molekularna filogenetska raziskava DNK iz leta 2015 ugotovila, da tvorijo poseben rod in tako potrdila uvrstitve nekaterih mikologov iz preteklosti in oživila njihovo poimenovanje rodu Homophron.

## Značilnosti
Črnjavke so podobno kot ostale glive iz družine črnivkark gniloživke. Posebnost tega rodu je, da imajo temno rjav in ne črn trosni prah, njihovi trosi nimajo kalilnih por in na lističih lahko najdemo plevrocistide z debelimi stenami in vrhovi obloženimi s kristalčki.

## Seznam črnjavk Slovenije[3]
- želodasta črnjavka (Homophron cernuum)
- datljeva črnjavka (Homophron spadiceum)